# Justice League Dark (film)
Justice League Dark è un film d'animazione del 2017 diretto da Jay Oliva. È basato sull'omonimo gruppo di supereroi creato nel 2011, facente parte dei DC Universe Animated Original Movies. La pellicola è l'ottavo capitolo del cosiddetto DC Animated Movie Universe.

## Trama
In tutto il mondo migliaia di persone compiono apparentemente senza motivo crimini di ogni genere, giustificando le proprie azioni dicendo di averle commesse per scacciare i demoni che vedono. La Justice League comincia quindi a indagare e mentre Superman e Wonder Woman optano subito per la pista sovrannaturale Batman si mostra dubbioso, finché quella stessa sera non viene posseduto da uno spirito che ricopre i muri di casa sua con il nome "Constantine".
Questi, un famoso occultista, cinque giorni prima si trovava a Las Vegas assieme all'amico Jason Blood giocando a poker in una bisca clandestina contro tre demoni, i quali, una volta battuti, si lanciano contro John, che però riesce a ricacciarli all'Inferno anche grazie alla controparte demoniaca di Jason, Etrigan, e a mettere le mani sulla Pietra dei Sogni, un potente artefatto di magia che decide di custodire nella sua abitazione, la Casa dei Misteri, assieme alla fida Black Orchid. Nel frattempo Batman chiede aiuto a Zatanna per trovare John e questa conduce lui e Boston Brand alias Deadman (lo spirito che aveva posseduto Bruce) alla Casa. Nel tragitto i tre vengono messi alle strette da un tornado scagliato contro di loro da un potente mago, ma riescono comunque a salvarsi.
Certi che la Justice League non abbia i mezzi per far fronte a questa situazione, si dirigono da Ritchie Simpson, un conoscente di John malato terminale, che dona loro un amuleto, la chiave di Keshanti, con cui sperano di capire l'origine della follia collettiva; John e Zatanna, in passato amanti, si recano quindi assieme agli altri al Metropolis Central Hospital e, scrutando tramite l'oggetto magico i ricordi di un uomo, scoprono che l'origine di tutto è un'ombra che indossa un particolare anello. Mentre John e Zatanna si trovano nella mente dell'uomo l'ospedale viene attaccato da altre entità sovrannaturali, a cui però Batman e Deadman riescono a far fronte.
Il gruppo ritorna quindi a casa di Ritchie, ormai in fin di vita, e questi, una volta visto l'anello, li indirizza verso Felix Faust, un potente mago oscuro; a loro si unisce anche Jason, giunto poco prima a casa di Ritchie per scovare un modo per trovare la Casa dei Misteri. Per localizzare Faust i cinque chiedono aiuto a Swamp Thing, il mostro delle paludi, che li conduce all'osservatorio di Faust, dove poi scoppia una battaglia tra questi e il gruppo. I cinque riescono a vincere ma scoprono che Faust non è in alcun modo collegato agli eventi mondiali e pertanto capiscono che Ritchie, che dopo essersi ripreso grazie a un frammento della Pietra dei Sogni distrugge la Casa, è il vero motore di tutto: il mago, infatti, ha fatto tutto questo per essere guarito dalla sinistra entità chiamata Destino, un potente essere magico che in passato costrinse il mago Merlino a legare Jason ed Etrigan per salvare la vita del primo, in cambio della libertà.
Tuttavia, la Pietra dei Sogni si riunisce con il frammento mancante e prende il controllo del corpo di Ritchie, che lo trasforma in Destino. Una volta tornato alla realtà Destino comincia a seminare distruzione: la sopraggiunta Justice League cade vittima delle allucinazioni a sfondo demoniaco e Destino stesso riesce a sconfiggere Etrigan, separandolo da Jason, e Swamp Thing, separandolo dalla sua controparte umana Alec Holland; John e Deadman, tuttavia, riescono a ingannarlo e a ferirlo fatalmente mentre Batman distrugge la Pietra dei Sogni, fonte dei suoi poteri.
Constantine lascia che gli spiriti infernali si prendano l'anima di Ritchie mentre Jason, ormai privo della sua controparte immortale, muore e viene sepolto dove una volta sorgeva il suo villaggio. Etrigan torna all'Inferno mentre John e Zatanna, ormai riavvicinatasi, si recano assieme nella nuova Casa dei Misteri, dove anche Deadman comincia una nuova vita assieme a Black Orchid.